# Jimmy Hollywood
Jimmy Hollywood é um filme de comédia dos Estados Unidos de 1994, realizado por Barry Levinson.

## Resumo
Jimmy Alto (Joe Pesci) é um actor frustrado que, com a ajuda de um amigo, prende ladrões que assolam Los Angeles. Mas apesar da sua fama de justiceiro ser bem recebida pelo público, a polícia considera-o um anarquista e decide capturá-lo.

## Elenco
- Joe Pesci (Jimmy Alto)
- Christian Slater (William)
- Victoria Abril (Lorraine de la Peña)
- Jason Beghe (Detective)
- John Cothran Jr. (Detective)
- Teri Ivens (Holly)
- Barry Levinson (Director de "Life Story")
- Harrison Ford
- Richard Kind (morotista zangado)